# Takami Ōminami
Takami Ōminami (jap. 大南 敬美, Ōminami Takami; * 15. November 1975 in Mikata, heute Wakasa) ist eine japanische Langstreckenläuferin, die sich auf den Marathon spezialisiert hat.
2000 war sie Dritte beim Nagoya-Marathon und 2001 Zweite. 2002 gewann sie den Rotterdam-Marathon in ihrer persönlichen Bestzeit von 2:23:43.
Mit einem Sieg beim Nagoya-Marathon im darauffolgenden Jahr qualifizierte sie sich für den Marathon der Leichtathletik-Weltmeisterschaften 2003 in Paris, belegte dort aber nur den 27. Platz.
Die Saison 2007 startete für sie mit einem dritten Platz in Nagoya.
Ihre Zwillingsschwester ist Hiromi Ōminami, die mit einer Marathonbestzeit von 2:23:26 ebenfalls zu den 50 schnellsten Frauen weltweit zählt.